# Vorpommersche Boddenlandschaft und nördlicher Strelasund
Vorpommersche Boddenlandschaft und nördlicher Strelasund este o arie protejată (arie de protecție specială avifaunistică — SPA) din Germania întinsă pe o suprafață de 122.225 ha, din care 65 % marine.

## Localizare
Centrul sitului Vorpommersche Boddenlandschaft und nördlicher Strelasund este situat la coordonatele 54°25′41″N 12°49′33″E / 54.4281°N 12.8258°E.

## Înființare
Situl Vorpommersche Boddenlandschaft und nördlicher Strelasund a fost declarat arie de protecție specială avifaunistică în aprilie 2008 pentru a proteja 93 de specii de animale.

## Biodiversitate
Situată în ecoregiunea continentală, aria protejată nu include niciun habitat protejat.
La baza desemnării sitului se află mai multe specii protejate de  păsări (93): alca (Alca torda), pescăruș albastru (Alcedo atthis), rață sulițar (Anas acuta), rață lingurar (Anas clypeata), rață mică (Anas crecca crecca), rață fluierătoare (Anas penelope), Anas platyrhynchos platyrhynchos, rață cârâitoare (Anas querquedula), Anas strepera strepera, Anser albifrons albifrons, gâscă cenușie (Anser anser), gâscă de semănătură (Anser fabalis), acvilă țipătoare mică (Aquila pomarina), ciuf de câmp (Asio flammeus), rață-cu-cap-castaniu (Aythya ferina), rața moțată (Aythya fuligula), Aythya marila, Branta leucopsis, Bucephala clangula, fugaci de țărm (Calidris alpina), Calidris alpina schinzii, caprimulg (Caprimulgus europaeus), prundaș gulerat mare (Charadrius hiaticula), chirighiță neagră (Chlidonias niger), barză albă (Ciconia ciconia ciconia), barză neagră (Ciconia nigra), erete de stuf (Circus aeruginosus), erete vânăt (Circus cyaneus), erete cenușiu (Circus pygargus), Clangula hyemalis, prepeliță (Coturnix coturnix), cristeiul de câmp (Crex crex), Cygnus columbianus bewickii, lebădă de iarnă (Cygnus cygnus), lebădă de vară (Cygnus olor), ciocănitoarea de stejar (Dendrocopos medius), ciocănitoare neagră (Dryocopus martius), presură sură (Emberiza calandra), șoim de iarnă (Falco columbarius), Falco peregrinus peregrinus, vânturel roșu (Falco tinnunculus), muscar (Ficedula parva), Fulica atra atra, becațină comună (Gallinago gallinago), Gavia arctica arctica, cufundar mic (Gavia stellata), Grus grus grus, scoicar (Haematopus ostralegus), codalb (Haliaeetus albicilla), capîntortură (Jynx torquilla), sfrâncioc roșiatic (Lanius collurio), sfrâncioc mare (Lanius excubitor excubitor), pescăruș sur (Larus canus), Larus marinus, pescăruș-cu-cap-negru (Larus melanocephalus), pescăruș mic (Larus minutus), pescăruș râzător (Larus ridibundus), sitar de mal nordic (Limosa lapponica), Limosa limosa limosa, ciocârlie de pădure (Lullula arborea), Melanitta fusca fusca, ferestraș mic (Mergus albellus), Mergus merganser merganser, Mergus serrator, gaia neagră (Milvus migrans), gaia roșie (Milvus milvus), muscar sur (Muscicapa striata), Numenius arquata arquata, pietrar sur (Oenanthe oenanthe), vultur pescar (Pandion haliaetus), viespar (Pernis apivorus), Phalacrocorax carbo sinensis, notatița cu ciocul subțire (Phalaropus lobatus), bătăuș (Philomachus pugnax), codroșul de pădure (Phoenicurus phoenicurus), ploier auriu (Pluvialis apricaria), Podiceps auritus auritus, Podiceps cristatus cristatus, cresteț pestriț (Porzana porzana), ciocântors (Recurvirostra avosetta), lăstun de mal (Riparia riparia), sitar de pădure (Scolopax rusticola), eider (Somateria mollissima), chiră mică (Sterna albifrons), pescăriță mare (Sterna caspia), chiră de baltă (Sterna hirundo), chiră de mare (Sterna sandvicensis), turturică (Streptopelia turtur), silvie porumbacă (Sylvia nisoria), călifar alb (Tadorna tadorna), fluierar de mlaștină (Tringa glareola), fluierarul cu picioare roșii (Tringa totanus), nagâț (Vanellus vanellus).